# Шельфовый ледник Беллинсгаузена
Шельфовый ледник Беллинсгаузена — шельфовый ледник в восточной Антарктике. Находится на берегу Принцессы Марты, в восточной его части. Врезается в Южный океан узким языком почти на 100 км (данные 1960-х годов).
Время от времени по мере выдвижения в морские воды ледник Беллинсгаузена обламывается на конце. В южной части граничит с шельфовом ледником Фимбулисен.
Назван в честь русского мореплавателя, одного из первооткрывателей Антарктиды Фаддея Фаддеевича Беллинсгаузена, который именно здесь 16 (28) января 1820 впервые в истории приблизился к шельфовым ледникам Антарктиды во время первой русской антарктической экспедиции.